# Machiavelli (Familie)
Die Machiavelli bezeichnen eine Familie aus der Oligarchie des spätmittelalterlichen und frühneuzeitlichen Florenz. Der Name schreibt sich angeblich von mali chiavelli her und bedeutete somit wörtlich etwa „Schlechtnagel“. Das Wappen bildete ein blaues Kreuz auf weißem Grund ab, in den Feldern je einen von vier Nägeln.
Der familienüberlieferte Spitzenahn der Familie war – laut Pasquale Villaris Hinweis auf ältere Ricordanze – ein Dono Machiavelli, der, ein Sekundogenitus, um 1120 in Florenz stadtsässig wurde. Der Primogenitus hingegen führte die Linie der Castellani von Montespertoli fort und hatte mithin ein anderes Wappen. Die Castellani erloschen ausgangs des 14. Jahrhunderts. Im Jahr 1393 kam das Erbe der Burg von Montespertoli auf Lorenzo Machiavelli.
Die stadtsässigen Machiavelli waren Guelfen: Von Giovanni Villani wird die Familie für das Jahr 1260 und mit dem Auszug der guelfischen Popolanfamilien nach der Schlacht von Montaperti aufgezählt. Der bewohnte Stadtteil war bereits zu dieser Zeit Oltrarno, die Kleinseite von Florenz. Die Familienüberlieferung der Pitti benennt bereits für die Zeit um 1300 enge Beziehungen. Jedenfalls aber verkauften die Pitti in dieser Zeit an die Machiavelli Stadthäuser im popolo von Santa Felicita, die von jenen in einer Ansammlung, also gleichsam im verzweigten Familienverband, bewohnt wurden. Der Landbesitz fand sich im Tal der Pesa und ist für die Ortschaft Sant’Andrea in Percussina spätestens ausgangs des 14. Jahrhunderts, anhand eines Vorfalles aus dem Jahr 1396, belegt.
Sant’Andrea in Percussina ist ein Ort von Bedeutung, so er doch bis auf den heutigen Tag die denkwürdige Casa Machiavelli, den so genannten Albergaccio, vorweist. Das Florentiner Stadthaus des prominenten Niccolò Machiavelli (1469–1527) hingegen wurde im Zweiten Weltkrieg durch Bombenangriffe zerstört. Es fand sich in der heutigen Via Guicciardini.
Siehe auch:
- Personen mit dem Familiennamen Machiavelli
- Casa Machiavelli